# Lutjanus adetii
Espèce
Lutjanus adetii est une espèce de poissons de la famille des Lutjanidae.